# Poręby (województwo warmińsko-mazurskie)
Poręby (dawniej niem. Poremben) – kolonia w Polsce położona w województwie warmińsko-mazurskim, w powiecie mrągowskim, w gminie Mrągowo. W latach 1975–1998 miejscowość administracyjnie należała do województwa olsztyńskiego. W pobliżu miejscowości znajduje się jezioro Dobrynek.

## Historia
Osada komornicza miasta Mrągowa, powstała około 1700 r. nad jeziorem Dobrynek. W 1785 r. w osadzie było 5 domów. Jeszcze w 1820 r. mieszczanie dokonywali tu wyrębu drzew na użytek miasta i własny, stąd nazwa osady. W 1823 r. Poręby w dokumentach określono jako "majątek należący do kasy miejskiej Mrągowa", w którym mieszkało 25 osób. W 1849 r. było tu 7 domów z 36 mieszkańcami. W 1870 r. w osadzie było 55 mieszkańców, a sama osada stanowiła własność miasta Mrągowa. W urzędowym spisie miejscowości z 1928 r. Poręby figurują, jako "wieś i wybudowanie" z liczbą 30 mieszkańców.
W 1973 r. Poręby należały do sołectwa Czerwonka.